# Citroën DS
El Citroën DS, anomenat Citroën Tauró o també anomenat com Citroën Gripau, és un vehicle de l'empresa Citroën, fabricat per aquesta marca. Va ser dissenyat per un Italià anomenat Flaminio Bertoni entre els anys 1955 i 1975, per a poder competir contra el Renault Fregate, tot i així superant-lo quant a disseny i tecnologia. És considerat com un vehicle del segment E, amb una suspensió hidropneumàtica, produïda per l'empresa Citroën.

## Història
Després de divuit anys de desenvolupament en secret com a successor de l'11 lleuger. Als primers quinze minuts de la presentació del DS es van fer 743 comandes, i en acabar el primer dia, les comandes van arribar fins a les 12.000. El DS va ser presentat el 5 d'octubre del 1955 al Saló de l'Automòbil de París. El seu elevat preu va afectar les ventes generals d'un país que encara s'estaven refent de la crisi de la Segona Guerra Mundial l'any 1957, l'empresa Citroën, va treure un nou cotxe més econòmic anomenat Citroën ID. I al 1958 van treure una versió familiar, l'ID break. El Citroën era i és un cotxe funcional. Al any 1968 Robert Opron va redissenyar el DS, canviant els seus fars rodons, per fars ovalats i direccionals. A diferència de l'11 lleuger, va haver-hi un model d'alta gama amb un motor de sis cilindres de gran abast. Com la resta de cotxes francesos, en el motor del DS, va estar basat en el sistema del cavall fiscal. Lluny de ser una tecnologia fascinant en busca d'un objectiu, els periodistes contemporanis van puntuar molt positivament el DS, dient que tenia molt bona maniobrabilitat i bastanta potència pel motor que era senzill. A pesar de la seva acceleració una mica pausada produïda pel seu petit motor de quatre cilindres, el DS va ser exitós tant en l'àmbit dels esports automovilístics com als rallies.

## Premis
El DS va guanyar un premi dels 100 cotxes més “cools”. Al DS el van exposar en proves de ral·lis, tot i així, les va superar així guanyant-hi diversos campionats ara com el de Montecarlo i Finlàndia. També va obtenir molt bons nombres al Campionat de Europa de Rally (que després de 1973 va ser el Campionat Mundial de Rally).
Aquests van ser els premis que el DS va obtenir:
Any Rally
- 1959 Ral·li de Montecarlo
- 1961 Ral·li de Còrsega
- 1962 Ral·li dels 1000 Llacs
- 1963 Ral·li de Còrsega
- 1966 Ral·li de Montecarlo
- 1969 Ral·li de Portugal
- 1969 Ral·li del Marroc
- 1970 Ral·li del Marroc
- 1974 Ral·li intercontinental Wembley-Munic

## Curiositats
1.-De Gaulle i el seu Citroën DS
De Gaulle, un dels presidents més coneguts de França, es va enamorar dels Citroën DS 19 després d'un accident greu. Charles De Gaulle i la seva dona circulaven en el seu cotxe oficial per la Avenue de la Liberation, de París, cap a l'Aeroport d'Orly conduït pel seu xofer.

Un comand de l'OAS, grup paramilitar de França, va començar a disparar contra el cotxe. Es van fer 140 trets. Les Bales van matar a dos policies motoritzats que acompanyaven al vehicle, tot i així impactant contra la seva carroceria. Es diu que les bales li van punxar els quatre pneumàtics malgrat que estaven reforçats.
2.-El cotxe de “El Mentalista”:
Avui en día pot ser que la imatge més coneguda del DS sigui la de la série d'èxit de televisió “ El mentalista”, el seu protagonista condueix un cotxe d'aquest model. En aquest cas es tracta d'un model DS 21 que va deixar de produïrse al 1975. 
3.-”Fantomas” 
El malvat “Fantomas” conduïa un DS 19 amb ales desplegables i capaç de navegar sota l'aigua 
4.-El cotxe del petit Nicolas:
Al llibre de literatura infantil “Le Petit Nicolas“, la seva família també té un Citroën DS19
5.-Obra d'art industrial:
El Citroën DS ha estat exposat com una escultura artística en diversos museus, entre altres el MOMA, i és una de les poques obres d'enginyeria declarades oficialment com una obra d'art. 
6.-El millor cotxe del S.XX:
El 18 de desembre de 1999 es van presentar els resultats del guardó al “Millor Cotxe del Segle”. Es tracta de premiar l'automòbil que més ha influït en la història per la seva repercussió, innovacions, etc. El primer lloc és per al Volkswagen Escarabat, el segon sería el Mini i el tercer lloc sería per al Citroën DS. El VW Golf i el Porsche 911 van quedar per darrere del DS
7.-Film australià del 2000.
 La pel·lícula The Goddess of 1967 es basa en un automòbil DS.